# People's Revolutionary Army (Grenada)
Il People's Revolutionary Army è stata la forza armata di Grenada attiva dal 1979 al 1983 durante il People's Revolutionary Government.

## Storia
Il PRA affonda le sue radici nel National Liberation Army (NLA), che era stato formato nel 1973 come ala militare del partito ribelle New Jewel Movement (NJM). Alla fine del 1977, il partito inviò 12 leader del NLA per quattro settimane di addestramento militare clandestino da parte di un'unità della Guyana Defence Force. Il gruppo di 11 uomini e una donna grenadini erano conosciuti come "I 12 Apostoli". Essi ricevettero un addestramento intensivo in tattiche di guerriglia, armi ed altre abilità belliche in preparazione per il rovesciamento del governo di Eric Gairy.
Il colpo di stato quasi senza sangue avvenne la mattina del 13 marzo 1979, su ordine del Comitato di sicurezza e difesa del NJM e sotto la guida tattica militare di "Apostoli" chiave. L'acquisizione armata fu sostenuta dalla popolazione e successivamente divenne nota come Rivoluzione di Grenada.
Dopo che il partito New Jewel Movement prese il potere, l'esercito di Grenada venne ribattezzato People's Revolutionary Army e si espanse a un ritmo rapido. Nel gennaio 1981, il governo rivoluzionario formò le Revolutionary Armed Forces (PRAF), un'organizzazione ombrello che comprendeva l'esercito, la milizia, il servizio di polizia, il servizio carcerario, la guardia costiera ed i vigili del fuoco. La forza in uniforme grenadine superavano di gran lunga la polizia e l'esercito combinati di tutti i loro vicini caraibici orientali. L'Unione Sovietica e Cuba fornirono la maggior parte delle armi. Soldati e ufficiali promettenti venivano addestrati in quei paesi. Nel 1983 il Movimento era diviso su chi avrebbe dovuto guidare il partito in avanti. Alcuni credono che la fazione guidata dal primo ministro Maurice Bishop volesse legami più stretti con l'Occidente, mentre la fazione guidata dal vice primo ministro Bernard Coard voleva accelerare la conversione ad uno stato comunista. Altri sostengono che la lotta per il potere avesse più a che fare con lo stile di leadership e la rivalità che con le differenze di ideologia tra i due amici estranei.
Il 13 ottobre, il Comitato Centrale del NJM ha posto Bishop agli arresti domiciliari dopo aver rifiutato un accordo di condivisione del potere. Il ministro degli Esteri Unison Whiteman tornò da New York, dove avrebbe dovuto parlare alle Nazioni Unite, e iniziò invece a negoziare con Coard per il rilascio di Bishop. Nei giorni successivi, manifestazioni filo-Bishop si verificarono in tutta l'isola e venne indetto uno sciopero generale a Saint George's. Il 18 ottobre, i manifestanti si riversarono per la città scandendo slogan filo-Bishop e anti-Coard sotto gli occhi della polizia e dei soldati del PRA. Le proteste raggiunsero il culmine il 19 ottobre. Whiteman si rivolse a una folla crescente per le strade di St. George's. La folla marciò verso il Monte Wheldale per liberare Bishop dalla sua casa. All'inizio, le guardie di Bishop tennero la loro posizione e spararono persino colpi di avvertimento. Alla fine vennero travolti ed i manifestanti liberarono Bishop. Bishop, Whiteman e i manifestanti marciarono quindi in discesa verso Fort Rupert per prendere il controllo del quartier generale del People's Revolutionary Army con il semplice peso dei numeri.
La leadership del PRA ha chiamato rinforzi, inclusi 3 BTR-60 e truppe aggiuntive. La sparatoria scoppiò al forte in circostanze controverse. Tre soldati e otto civili vennero uccisi nella mischia che ne seguì e circa 100 civili rimasero feriti, secondo uno studio del 2003. Il PRA riarrestò rapidamente Bishop, Whiteman, altri due ministri del governo, un leader sindacale e tre sostenitori di Bishop. Questi otto prigionieri vennero successivamente giustiziati da un plotone di esecuzione di soldati, portando il totale delle vittime al forte a 19.

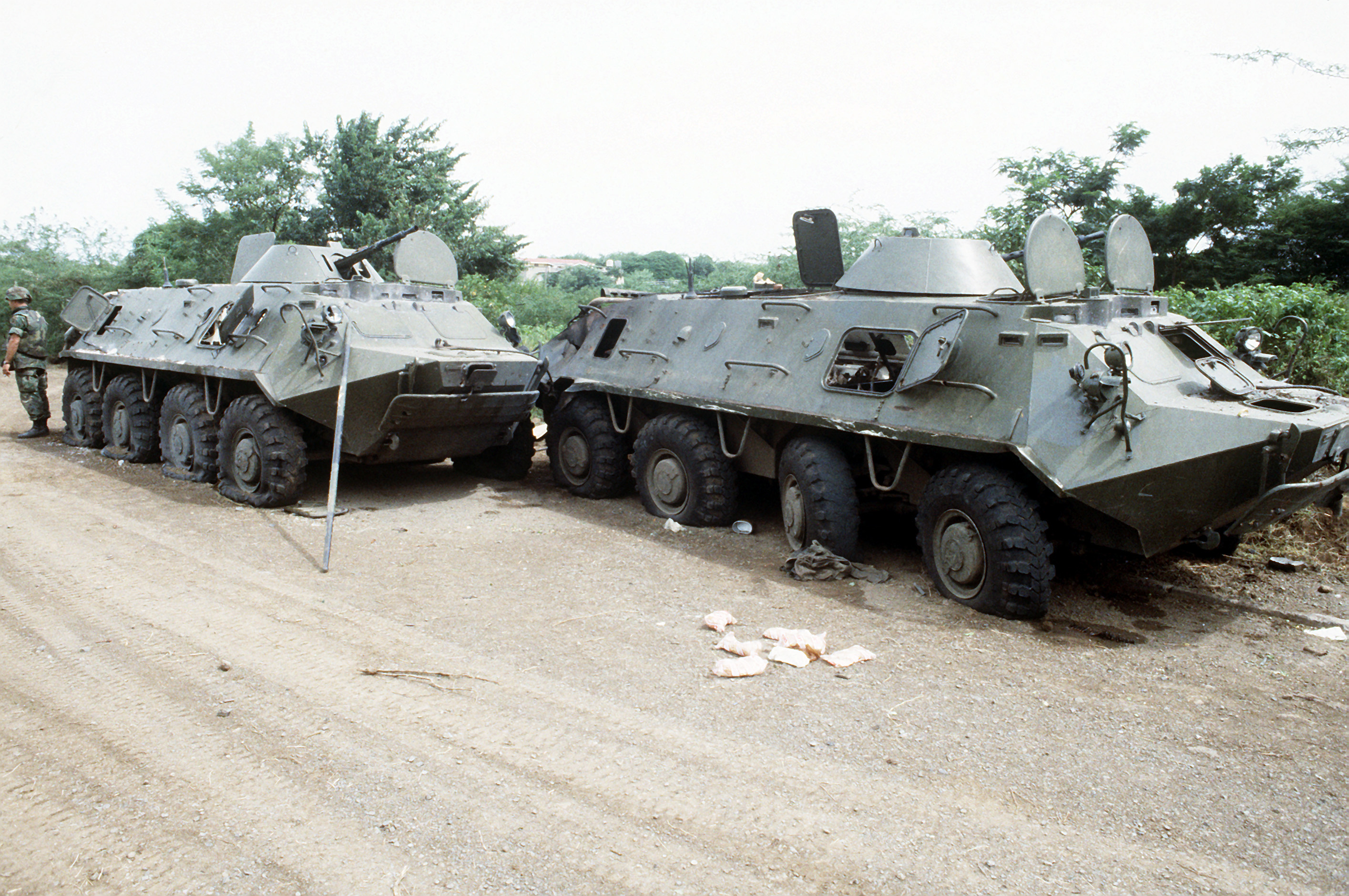
BTR-60 grenadini durante l'operazione Urgent Fury

Dopo la morte di Bishop, Hudson Austin istituì un Consiglio militare rivoluzionario composto interamente da 16 ufficiali dell'esercito. Venne dichiarata la legge marziale e imposto il coprifuoco immediato di 24 ore. I trasgressori dovevano essere fucilati a vista, ma nessuno lo era. Il coprifuoco durò quattro giorni e molti illustri cittadini vennero arrestati. Tra questi vi erano ex ufficiali di Bishop, ufficiali del PRA e membri del NJM ritenuti sleali.
Il 25 ottobre 1983, l'avanguardia di 7.600 soldati degli Stati Uniti, e 350 della Forza di Pace Caraibica, invase Grenada, incontrando la resistenza del People's Revolutionary Army. La mattina prima dell'invasione, le PRAF radunarono una forza permanente di 463 uomini, integrata da 257 miliziani e 58 membri del partito NJM non addestrati. All'intervento multinazionale si opposero anche 636 operai edili cubani armati sotto la guida di 43 consiglieri militari cubani. Il combattimento fu occasionalmente intenso per due giorni, ma le ostilità vennero dichiarate cessate dalle forze statunitensi il 2 novembre 1983.
Uno studio storico del Pentagono sull'operazione Urgent Fury in seguito riportò: "Le forze statunitensi hanno perso 19 morti e 116 feriti. Le forze cubane hanno perso 25 morti, 59 feriti e 638 prigionieri. Le forze grenadine hanno subito 45 morti e 358 feriti; almeno 24 civili uccisi."
Entro il 27 ottobre 1983, la maggior parte dei soldati grenadini era fuggita nella giungla o aveva perso le uniformi militari nel tentativo di fondersi con la popolazione civile. Molti di questi soldati vennero segnalati dai loro avversari alle truppe statunitensi e arrestati. Le PRAF vennero sciolte e le forze di polizia dell'isola vennero ricostituite e riqualificate.
Nel 1986, 18 grenadini vennero processati da un tribunale grenadino per i 19 decessi avvenuti a Ft. Rupert il 19 ottobre 1983. Diciassette imputati vennero condannati da una giuria per omicidio o omicidio colposo, inclusi otto ufficiali e tre soldati del PRA. Tutti vennero imprigionati sull'isola mentre i sostenitori intraprendevano una lunga campagna per liberare i cosiddetti Grenada 17. Gli ultimi dei 17 vennero rilasciati dalla prigione di Richmond Hill nel 2009 dopo aver scontato fino a 26 anni di carcere.

## Equipaggiamento

### Armi
- pistola semi-automatica Makarov PM
- pistola semi-automatica Tokarev TT-33
- pistola semi-automatica CZ 52[9]
- fucile d'assalto AKM[10]
- fucile d'assalto M16A1[10]
- mitragliatrice PKM[11]
- fucile vz. 52
- mitragliatrice Vz. 52[11]
- mitragliatrice pesante DShK[12]
- carabina Mosin–Nagant M44[13]
- fucile mitragliatore Uzi
- fucile mitragliatore Sa vz. 23[14][15]
- RPG Type 56[11]
- RPG-7[11]
- bomba a mano F1[16]

### Veicoli blindati
- 8 BTR-60[17][18]
- 2 BRDM-2[17][18]
- T-55[19]
- T-72[19]
- 15 PT-76[19]

### Cannoni ed artiglieria antiaerea
- 12 ZU-23-2[20]

### Artiglieria
- 4 ex cannoni da campagna cubani ZiS-3 76.2mm (non usati durante l'invasione)
- mortaio M1937 82mm[21]
- cannone senza rinculo SPG-9[22]
- cannone senza rinculo Type 56[22]